# لیائو شانتائو
لیائو شانتائو (انگلیسی: Liao Shantao; ۴ ژانویهٔ ۱۹۲۰ – ۶ ژوئن ۱۹۹۷) دانشمند و پژوهشگر اهل چین و از دانش‌آموختگان دانشگاه شیکاگو بود.